# Mercer (Pennsylvanie)
Pour les articles homonymes, voir Mercer.
Le borough de Mercer est le siège du comté de Mercer, situé en Pennsylvanie, aux États-Unis. Sa population s’élevait à 2 002 habitants lors du recensement de 2010, estimée à 1 891 habitants en 2017.